# Juri Wladimirowitsch Dudarew
Juri Wladimirowitsch Dudarew (russisch Юрий Владимирович Дударев, * 13. Februar 1970) ist ein ehemaliger russischer Skispringer. Er war zweimaliger Teilnehmer an den Junioren-Weltmeisterschaften (1986 und 1987). 

## Biografie
In den Jahren 1986–1991 vertrat er die Sowjetunion, in der Wintersaison 1991/1992 die Gemeinschaft Unabhängiger Staaten und ab Sommer 1992 Russland.
In seiner Karriere nahm er dreimal an Einzelwettbewerben des Weltcups teil – am 14. Januar 1989 in Liberec wurde er 70., einen Tag später in Harrachov belegte er den 82. Platz und am 8. März 1989 in Örnsköldsvik wurde er gewertet 59. Am 28. März 1992 nahm er in Planica auch am Mannschaftswettbewerb teil und belegte mit der Gemeinschaft Unabhängiger Staaten den 12. Platz.
Er nahm zweimal an der Junioren-Weltmeisterschaft teil – 1986 wurde er 30. im Einzel, 1987 wurde er 45. im Einzel und 7. im Team.
1992 nahm er an den Olympischen Winterspielen in Albertville teil und belegte im Einzel den 47. Platz (Großschanze) und den 54. Platz (Normalanlage), im Team belegte er den 11.
Er erzielte Punkte im Europapokal, der höchste war der 11. Platz am 18. Februar 1989 in Sarajevo. Am 15. Februar 1987 belegte er beim internationalen Jugendwettbewerb „Friendship“ in Raubicze den zweiten Platz.